# Ĉ
Das Ĉ (kleingeschrieben ĉ) ist ein Buchstabe des lateinischen Schriftsystems. Es besteht aus einem C mit einem Zirkumflex.
Der Buchstabe wird in der Esperanto-Rechtschreibung verwendet, um die stimmlose postalveolare Affrikate (IPA: ʧ) darzustellen, was dem deutschen tsch entspricht.
In einigen Varianten des Quechua (Wanka, Cajamarca, Inkawasi-Kañaris) und im Jaqaru wird ĉ verwendet, um die stimmlose retroflexe Affrikate (IPA: ʈ͡ʂ) auszudrücken.

## Darstellung auf dem Computer
Unicode enthält das Ĉ an den Codepunkten U+0108 (Großbuchstabe) und U+0109 (Kleinbuchstabe).